# Blodanalys
Blodanalys är en laboratorieundersökning av ett blodprov som används för att ta reda på blodets fysikaliska och kemiska egenskaper. Det används bland annat för diagnostik av sjukdomar eller för att följa upp behandlingar.

## Blodets sammansättning

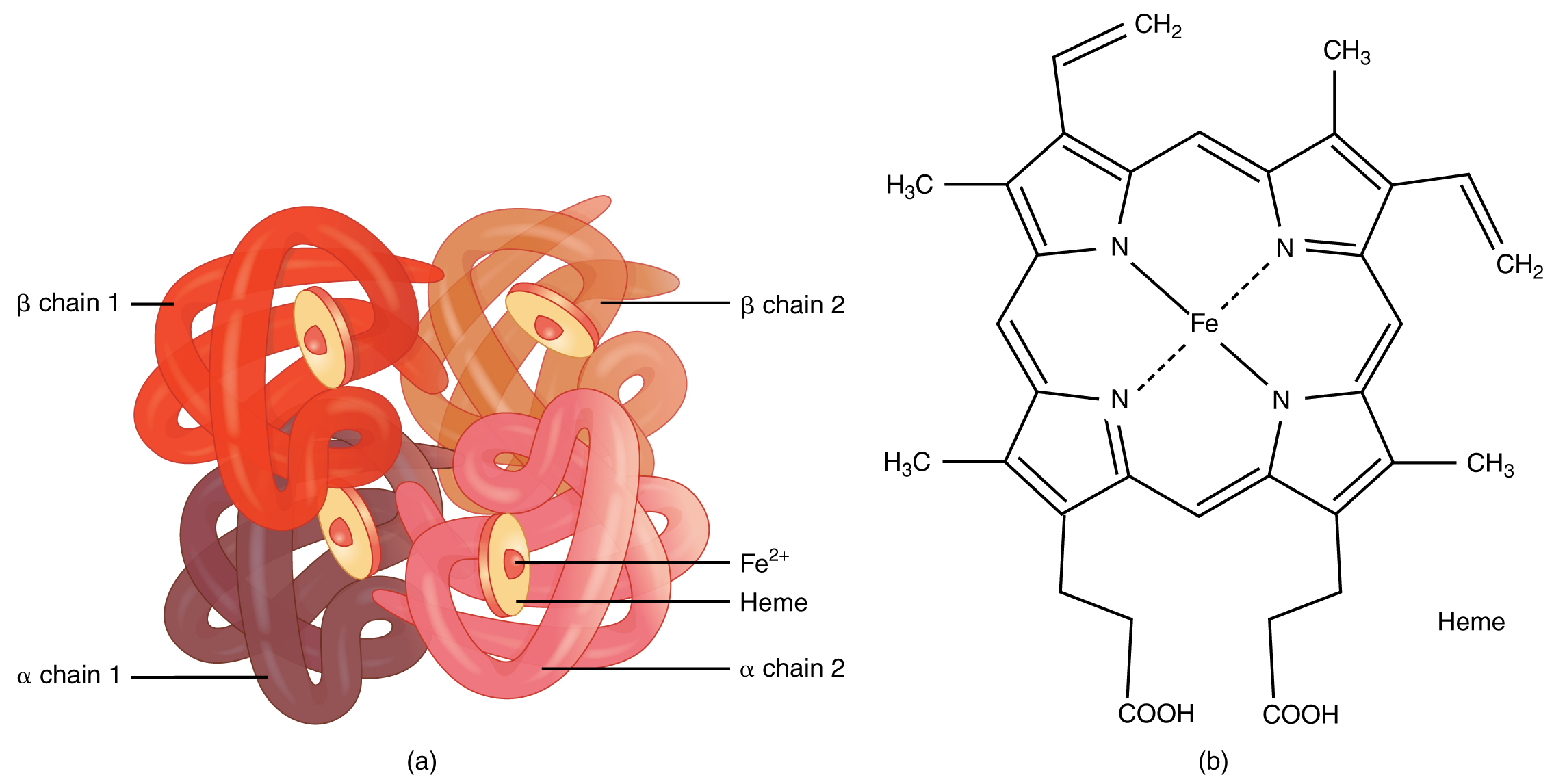
Hemoglobinets struktur

En vuxen människa har vanligtvis mellan 4 och 6 liter blod och är en sammansättning av blodkroppar och en vätska som kallas blodplasma. Det finns tre olika sorters blodkroppar som alla har olika uppgifter:
- Röda blodkroppar (erytocyter) innehåller proteinet hemoglobin vars uppgift är att transportera syret från lungorna. Det är järn(II)jonerna i hemoglobinet som kan binda till en syremolekyl och är även det som ger blodet dess röda färg.
- Vita blodkroppar (leukocyter) deltar i kroppens immunförsvar och hjälper till att skydda mot bland annat infektioner.[4]
- Blodplättar (trombocyter) ingår i den viktiga processen då blodet levrar sig. Vid ett sår fastnar dessa i den skadade vävnaden och binds samman till en "propp" varpå blodet sedan börjar koagulera och stoppar blödningen.[5]

Blodplasman består till 90% av vatten i vilket flertalet ämnen är lösta. Det rör sig främst om proteiner som albumin, immunglobuliner och enzymer, men det finns även salter, vitaminer, hormoner och nedbrytningsprodukter.

## Mätbara egenskaper hos blod
Det finns många mätbara egenskaper hos blod och en blodanalys kan i vissa fall även vara livsavgörande. 
- Ett vanligt test ("hematologi") används för att fastställa antalet erytrocyter och leukocyter i blodet, samt bestämning av hemoglobinalten.
- Andra blodanalyser detekterar närvaron av olika substanser som kan vara karakteristiska för specifika infektioner, exempelvis syfilis, HIV och hepatit.[1]
- En pågående bakterieinfektion kan detekteras via att mäta sänkan eller CRP.
- Du kan också detektera bristsjukdomar såsom lågt järnvärde eller vitaminbrist.
- Hormonnivåer kan identifiera diabetes eller sköldkörtelproblem. Blodfetter identifierar hjärt- och kärlsjukdomar.
- Via de vita blodkropparna kan man isolera DNA och göra DNA-analys, för att till exempel identifiera sjukdomsanlag. På senare tid har man även hittat ett sätt att utifrån DNA i ett blodprov upptäcka cancer.[7]

## Typer av blodprover
Blod kan extraheras på olika sätt, och även behandlas på olika sätt innan det analyseras. För små volymer (max 1 milliliter) räcker kapillärprov med ett stick i fingret, vanligast är att man tar venöst blod. Att ta blod från artärer är ovanligt, men krävs för vissa analyser, till exempel blodgaser.
- Helblod: Innebär att provet analyseras på blodet som det är. Det används för bland annat DNA-analys och hemoglobinmätning. I provsvar markeras analyser på helblod med B, till exempel B-Hb för hemoglobin.[2]
- Plasma: analys görs på endast vätskan i blodet, efter att blodkropparna avlägsnats genom centrifugering. På plasma kan man göra mer kemiska analyser, såsom glukos, kalium och järn. Dessa provsvar markeras med P.[8]
- Serum: Serum liknar plasma, men man låter först blodet koagulera innan man avlägsnar blodkropparna. På serum kan man mäta proteinnivåer, till exempel hormonerna TSH eller testosteron. Dessa provsvar brukar markeras med S.[2]

## Hur går det till?
Blodanalyser görs idag främst via automatiska instrument som ger svar på några minuter. Undantag är analyser som kräver mikroskopering eller elektrofores.

### Hemoglobinbestämning
En av beståndsdelarna i vårt blod är hemoglobin (Hb), ett protein vars uppgift är att transportera syre till kroppens organ. Koncentrationen hemoglobin i blodet går snabbt att analysera på helblod med analysinstrument. Med hjälp av fotometri kan man också göra en hemoglobinbestämning manuellt: Efter ett taget blodprov tillsätter man ett ämne som löser upp blodkropparnas cellmembran och möjliggör att hemoglobinet kommer ut i blodplasman. Lösningen överförs därefter till små engångskyvetter innan de placeras i en fotometer för mätning av absorbans. Absorbansen mäts i g/dm3 vilket är värdet av hemoglobinhalten i blodet. Referensvärden för Hb-värdet ligger ungefär mellan 120 och 150 g/dm3 för kvinnor och 130 till 170 g/dm3 för män. Ett person med Hb-värden lägre än dessa anses lida av anemi ("blodbrist").

### DNA-analys
En genetisk analys, eller DNA-analys, innebär att man utifrån blod eller annat vävnadsprov skaffar information rörande en individs arvsanlag. I blodet är det endast de vita blodkropparna som innehåller DNA och därmed fungerar till utföra en DNA-analys. DNA-analys kan alltså endast göras på helblod.
Analysen kan genomföras på olika sätt, men DNA-sekvensering är en av metoderna som frekvent används. Denna process utgår från exempelvis ett blod- eller vävnadsprov som innehåller många celler och därmed många kopior av samma arvsmassa. Denna renas fram varpå kopiorna delas upp i slumpmässiga bitar som alla kan sekvenseras på samma gång. Med hjälp av datorteknik kan man därefter pussla ihop segmenten till en komplett DNA-sekvens motsvarande hela personens arvsmassa, som vidare kan analyseras.
Syftet med en DNA-analys kan exempelvis vara att få information om möjliga sjukdomsanlag, men kan också diagnosticera cancer. Det används även i icke-medicinska syften som släktforskning, kriminalteknologiska undersökningar och evolutionsforskning.

### Bestämning av plasmaproteiner
Vårt blod innehåller en mängd olika proteiner vars halter kan ge viktig information gällande en patients hälsa. Genom bland annat elektrofores kan man på kemisk väg bestämma dessa halter och på så sätt utesluta eller detektera möjligt sjukdomstillstånd. Elektrofores går ut på att elektriskt laddade partiklar eller molekyler förflyttar sig under inverkan av ett elektriskt fält. Beroende på deras laddning och storlek kommer dessa att förflyttas olika långt och med olika hastigheter.
Vid undersökning av plasmaproteiner sätts vanligtvis provet på en tunn gelfilm av agaros. Efter att en spänning adderats och molekylerna vandrat tillsätts ämnen som ger proteinerna färg och bildar så kallade elektroforetiska zoner. Dessa kan sedan studeras för att avgöra om någon av proteinernas halter är onormalt höga eller låga.
| Namn               | Koncentration (g/l plasma) |
| ------------------ | -------------------------- |
| Albumin            | 45                         |
| Prealbumin         | 0,3                        |
| Gc-globulin        | 0,4                        |
| Orosomukoid        | 0,7                        |
| Alfa-1-antitrypsin | 1,4                        |

### Parasiter
Blodparasiter såsom malaria och babesia identifieras bäst med mikroskopering av blodutstryk, men kan också detekteras med PCR. 